# Harare
Cet article traite de la capitale du Zimbabwe, à ne pas confondre avec la cité éthiopienne, voir Harar
Hararé
Harare ou Hararé (anciennement Salisbury) est la capitale et la plus grande ville du Zimbabwe, en Afrique australe.
Baptisée Salisbury lors de sa fondation en 1890, au nom du Premier ministre britannique de l'époque, elle fut le chef-lieu puis la capitale de la Rhodésie du sud (1895-1965 et 1979-1980), de la fédération de Rhodésie et du Nyasaland (1953-1964), de la Rhodésie (1965-1979) et du Zimbabwe-Rhodésie (1979). 
Rebaptisée Harare en 1982, au nom du chef Shona Neharawa, c'est une métropole de 2,8 millions d'habitants (cité 1,9 million) et le centre des activités commerciales du Zimbabwe.

## Topographie
La ville d'Harare est située sur l'une des parties les plus élevées du plateau du Highveld du Zimbabwe, à une altitude de 1 483 m. Les sols de Harare sont en partie de l'argile granuleux ou du loam sableux. 

## Histoire

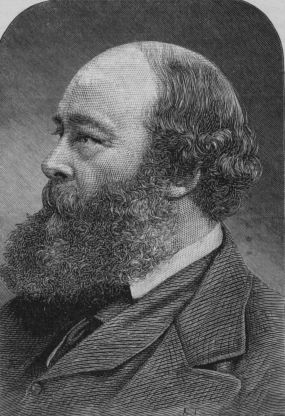
Robert Cecil, marquis de Salisbury.

Armoiries de Salisbury de 1932 à 1982 comprenant la devise latine "Discrimine Salus".

Drapeau de Salisbury jusqu'en 1982.

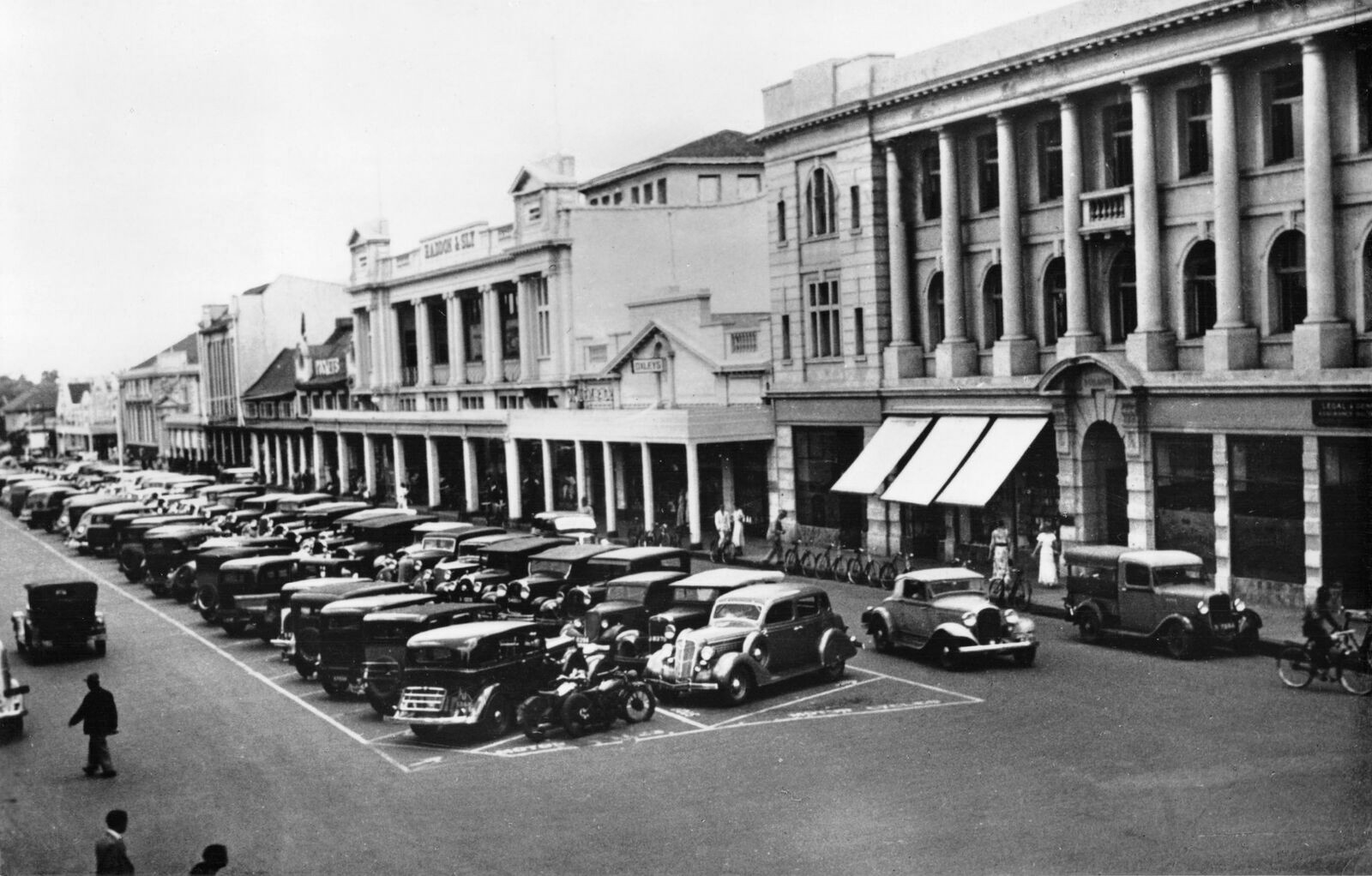
Stanley Avenue en 1936.

Le site de la capitale du Zimbabwe était autrefois habité par des Shonas qui se désignaient comme Ne-Harawa, d'après le nom de leur chef et qui signifiait « Celui qui ne dort pas ». À la suite de luttes claniques, ce peuple fut déporté vers le plateau dominant la vallée du Zambèze par le clan du chef Gutsa.
Le 12 septembre 1890, la colonne de pionniers du major Frank Johnson, accompagnée d'une escorte armée, arrivait dans une prairie plate et marécageuse bordée par une abrupte colline rocheuse (le kopje), dominant le site de l'actuelle Harare. Le lendemain, 13 septembre, la cérémonie de hissage du drapeau britannique (Union Jack), sur le futur  Cecil square (actuel African unity square), marquait la naissance de Fort Salisbury, baptisé en l'honneur du premier ministre britannique de l'époque, Lord Robert Cecil, marquis de Salisbury.
Le site à l'origine prévu pour créer le fort était le mont Hampden, situé 15 kilomètres plus loin, mais le colonel Edward Graham Pennefather  (1850–1928), le chef de toute l'expédition de la British South African Company (comprenant la colonne de pionniers et son escorte armée) décida que le site du kopje  était préférable du fait de la présence d'une petite rivière, la Mukuvisi, permettant de fournir de l'eau. Quand la colonne arriva, la zone était marécageuse et la première zone à être drainée fut celle où était située cette rivière (actuelle zone de Causeway). La première rue est baptisée Pioneer Street (actuelle Kaguvi Street). Une petite localité commença à se développer anarchiquement autour du kopje avant que le capitaine Thomas Ross ne réalise en 1891 le premier plan d'urbanisme, traçant des rues au cordeau orientés nord/sud parallèlement au Kopje et autour d'une zone de jardins trop marécageuse pour le développement. Ce plan d'urbanisme comportait aussi des zones résidentielles, une zone commerciale au pied du Kopje le long de la rue Pioneer (avant de se développer plus tard le long de manica road), des bâtiments administratifs et le fort lui-même bâti sur Cecil Square. Une vaste zone fut aussi attribuée aux pâturages Les débuts de la ville sont difficiles et marqués par les tensions  entre les Britanniques et les Matabélés, une grave épidémie de variole en 1895 suivie d'une invasion de criquets, de la peste bovine en 1896 et de la Première Chimurenga.
Salisbury devint une municipalité en 1897 avec son premier maire élu, W.E. Fairbridge. Le centre d'activité de la ville se déplace alors progressivement de la zone du kopje vers Manica Road (actuelle Robert Mugabe road). En 1899, la ville est reliée par le chemin de fer à Beira puis, en 1902, à Bulawayo.

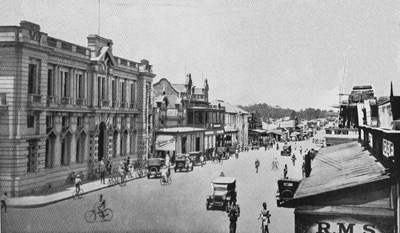
Manica road avec le kopje au loin, dans les années 1930.

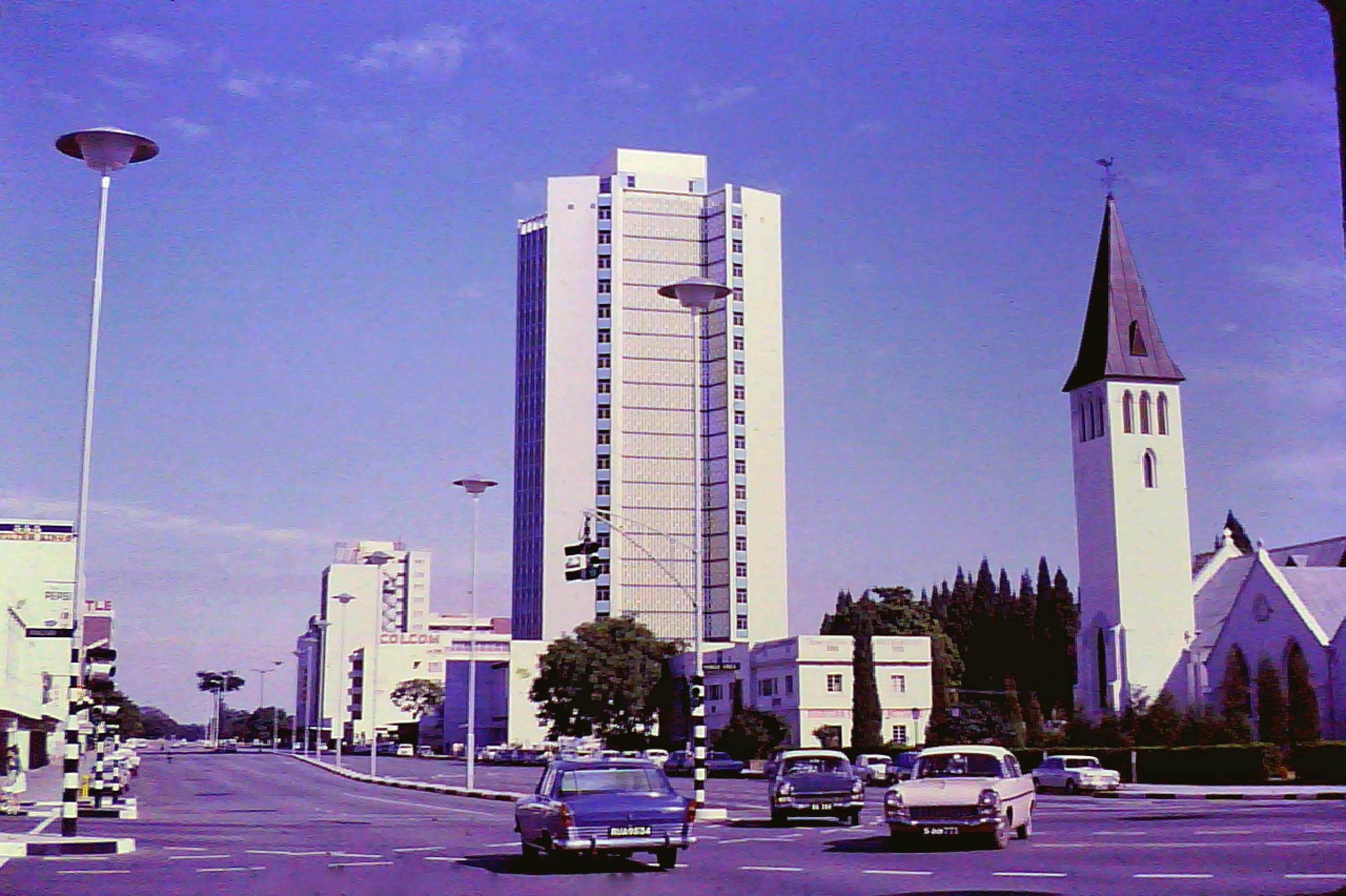
L'avenue Jameson à Salisbury dans les années 1970.

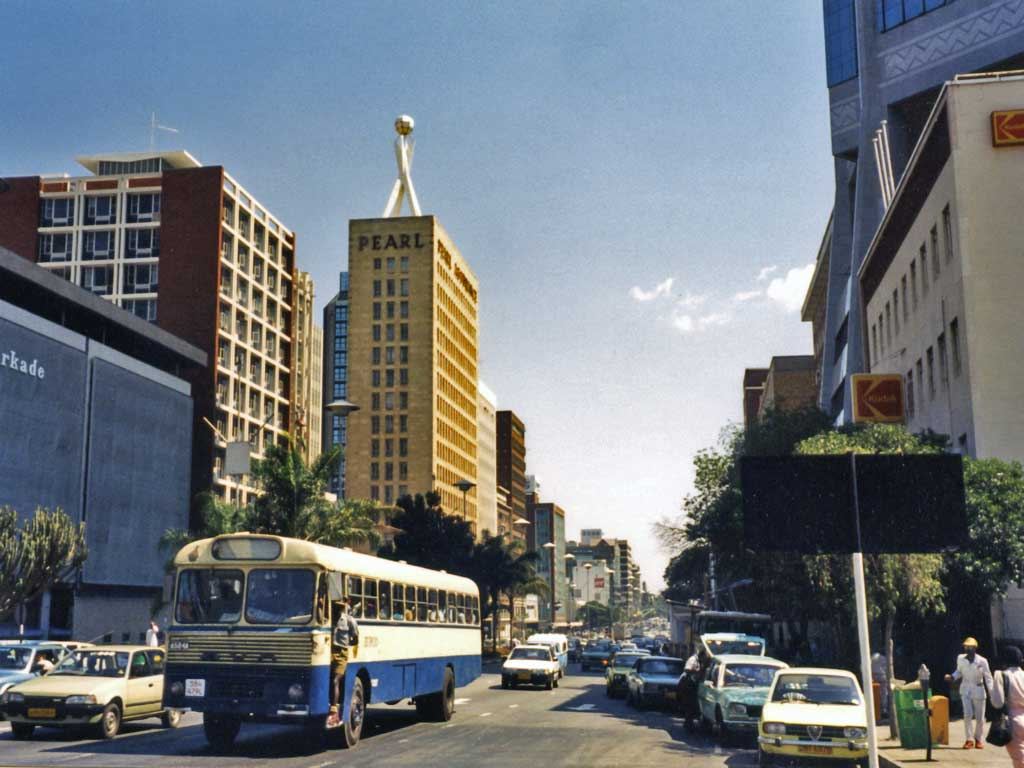
Pearl House (1959) sur Samora Machel Avenue dans le centre-ville d'Harare en 1995.

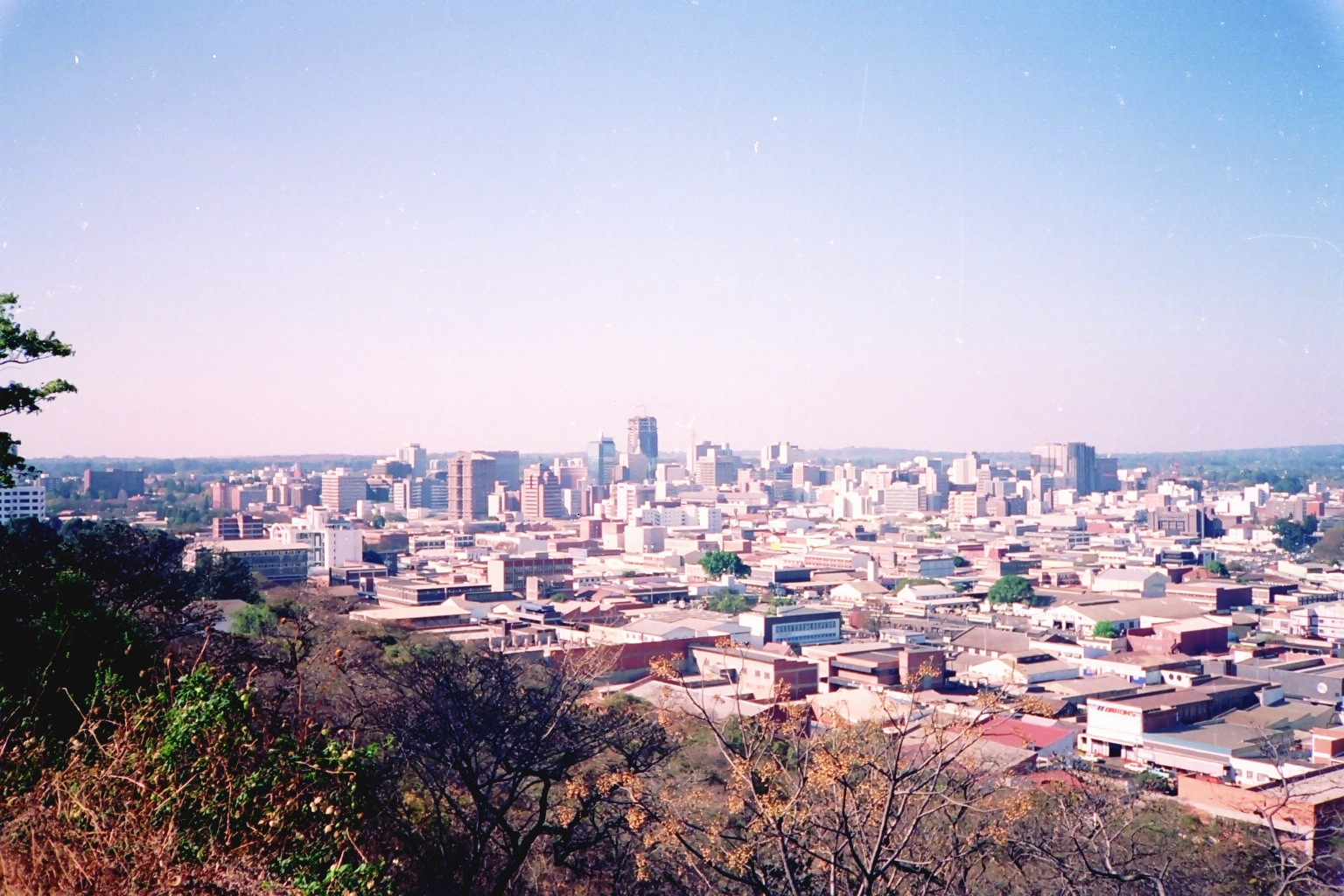
La capitale du Zimbabwe, vue du Kopje, en 2006.

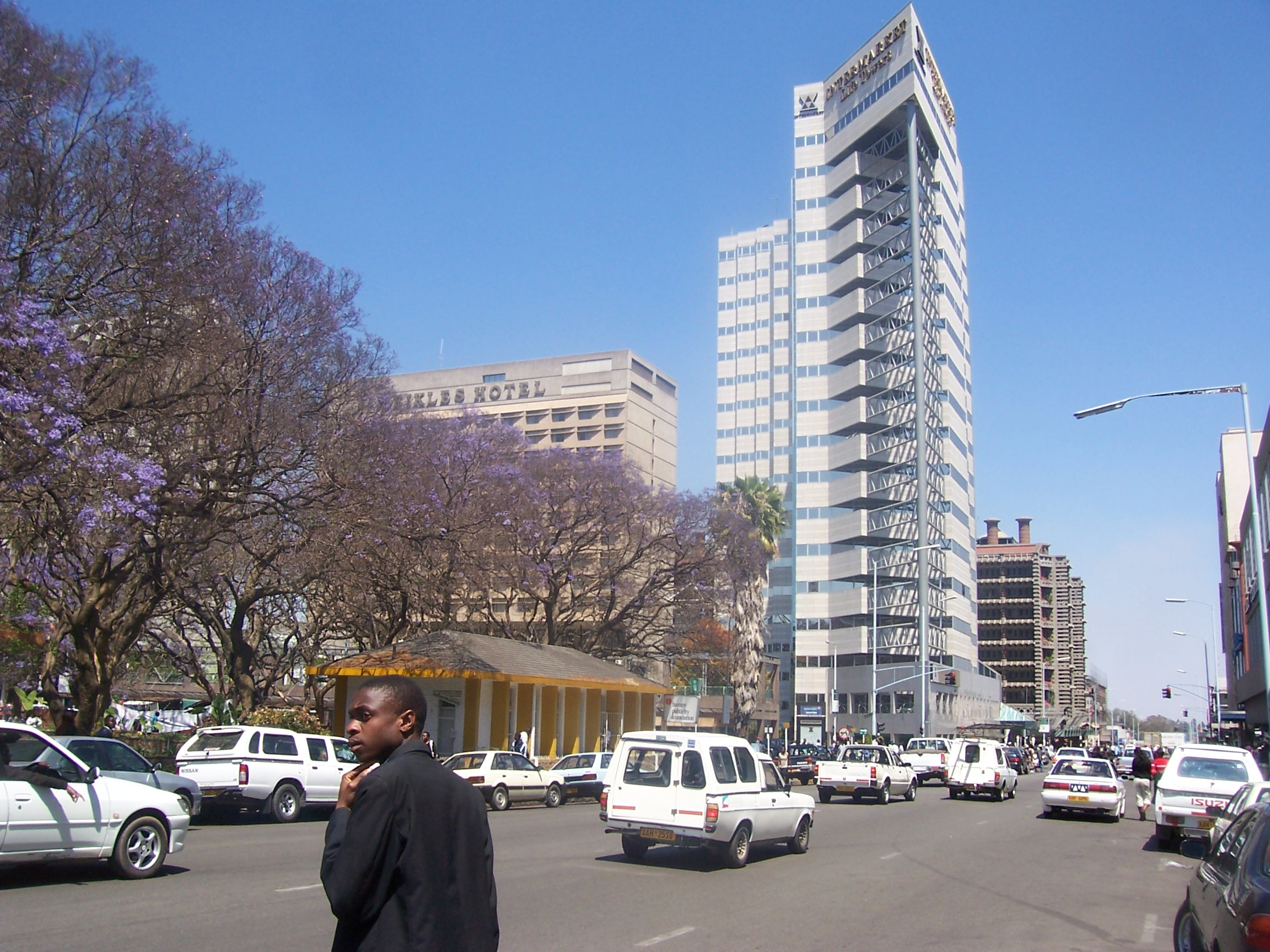
Harare, Second street.

Ce sont néanmoins les administrateurs de la British South Africa Company (BSAC) qui dirigent réellement la ville jusqu'à la création de la colonie de Rhodésie du Sud en 1923 et que Salisbury en devienne officiellement sa capitale. 
Dès 1892, la ségrégation avait été organisée à Salisbury entre les colons et les populations noires.  Les premiers vivent d'abord près du kopje, dans des tentes, dans leurs chariots à bœufs puis dans des bâtiments préfabriqués avant de se construire des huttes ou des cottages à toit de chaume. Par la suite, ces cottages deviendront plus grands et aggrémentés de vérandas. Le Sanitary board avait établi pour les seconds une native location à un kilomètre au sud du kopje. Au tout début, une petite dizaine d'huttes abritait les employés noirs puis en 1907, une zone de 25 hectares avait été affectée au logement des travailleurs noirs de Salisbury aux environs de l'actuelle Mbare. Dans les années 1930, un nouveau quartier pour la population noire (native setlement) est également établi à Highfiel farm.
En 1935, Salisbury se voit accorder le rang de cité. Elle est devenue la plus grande ville coloniale de la région et la plus développée, hors Afrique du Sud.
Dans les années 1940, Salisbury est le lieu choisi pour former 10 000 aviateurs du Commonwealth et alliés. Dans les années suivantes, en pleine expansion économique, elle attire de nombreux émigrants en provenance du Royaume-Uni, alors en pleine crise économique.
Capitale de la Fédération de Rhodésie et du Nyassaland, Salisbury continue de se développer très vite jusqu'en 1965, année de la déclaration unilatérale d'indépendance de la Rhodésie par Ian Smith.
La ville végète alors, incertaine sur son avenir et la cible des actions de sabotage de la guérilla.
En 1980, elle devient la capitale du nouvel État indépendant, renommé le Zimbabwe.
Surnommée depuis longtemps la « Sunshine City », Salisbury est rebaptisé du nom de son township principal, Harare, lors du deuxième anniversaire de l'indépendance en avril 1982, rendant ainsi hommage au chef tribal des Ne-Harawa (le township prend alors le nom de Mbare).
Au cours des années 1980 et début des années 1990, les autorités rebaptisent ses artères et ses squares et font retirer les monuments célébrant la Rhodésie telle que la statue de Cecil Rhodes qui trônait devant le Parlement et qui peut aujourd'hui être aperçue aux Archives nationales.

### 2005, destruction desbidonvilles
En mai 2005, le gouvernement zimbabwéen entreprend dans le cadre de l'opération Murambatsvina (en) connue officiellement sous le nom d'Operation Restore Order une campagne controversée de démolition qui suscite une vive réaction de la communauté internationale car elle a eu lieu sans préavis ni proposition de logement alternatif aux 700 000 personnes déplacées et affectées par la campagne de démolition.
Le gouvernement zimbabwéen détruit les bidonvilles, notamment des marchés informels, en avançant comme prétexte la montée de la criminalité et les risques de maladies imputables à la promiscuité.
L'ONU décide de mobiliser une aide humanitaire internationale pour permettre au gouvernement de Harare de s'occuper des victimes, mais l'offre est déclinée par les autorités du pays estimant que l'aide extérieure n'est pas nécessaire.
En mai 2006, plus de 10 000 autres personnes sont expulsées pour les mêmes motifs.

## Démographie
En 2012, la ville de Harare comptait 1 598 830 habitants (zone urbaine et rurale, hors Epworth et Chitungwiza), 90 % d'entre eux étant issus de l'ethnie shona (ou ayant comme langue maternelle le shona). Harare abrite également de nombreux locuteurs Ndébélés et Kalanga et environ 2% de Zimbabwéens blancs (environ  25 000 personnes) ou issus de peuples non bantouphones, européens ou asiatiques.
En 2022, la ville de Harare comptabilisait 1 849 617 habitants (hors Epworth et Chitungwiza).
Depuis 1950, l'évolution démographique de Harare a été :
| 1950    | 1960    | 1970    | 1980    | 1990      |
| ------- | ------- | ------- | ------- | --------- |
| 143 000 | 248 000 | 417 000 | 616 000 | 1 047 000 |

| 2000      | 2010      | 2017      | 2022      | - |
| --------- | --------- | --------- | --------- | - |
| 1 379 000 | 1 475 000 | 1 510 000 | 1 849 617 | - |

| Histogramme de l'évolution démographique de Harare |           |
| \| 1950 \| 143 000 \| \| 1960 \| 248 000 \| \| 1970 \| 417 000 \| \| 1980 \| 616 000 \| \| 1990 \| 1 047 000 \| \| 2000 \| 1 379 000 \| \| 2010 \| 1 475 000 \| \| 2017 \| 1 510 000 \| \| 2022 \| 1 849 617 \| |           |
| 1950 | 143 000   |
| 1960 | 248 000   |
| 1970 | 417 000   |
| 1980 | 616 000   |
| 1990 | 1 047 000 |
| 2000 | 1 379 000 |
| 2010 | 1 475 000 |
| 2017 | 1 510 000 |
| 2022 | 1 849 617 |

## Urbanisme

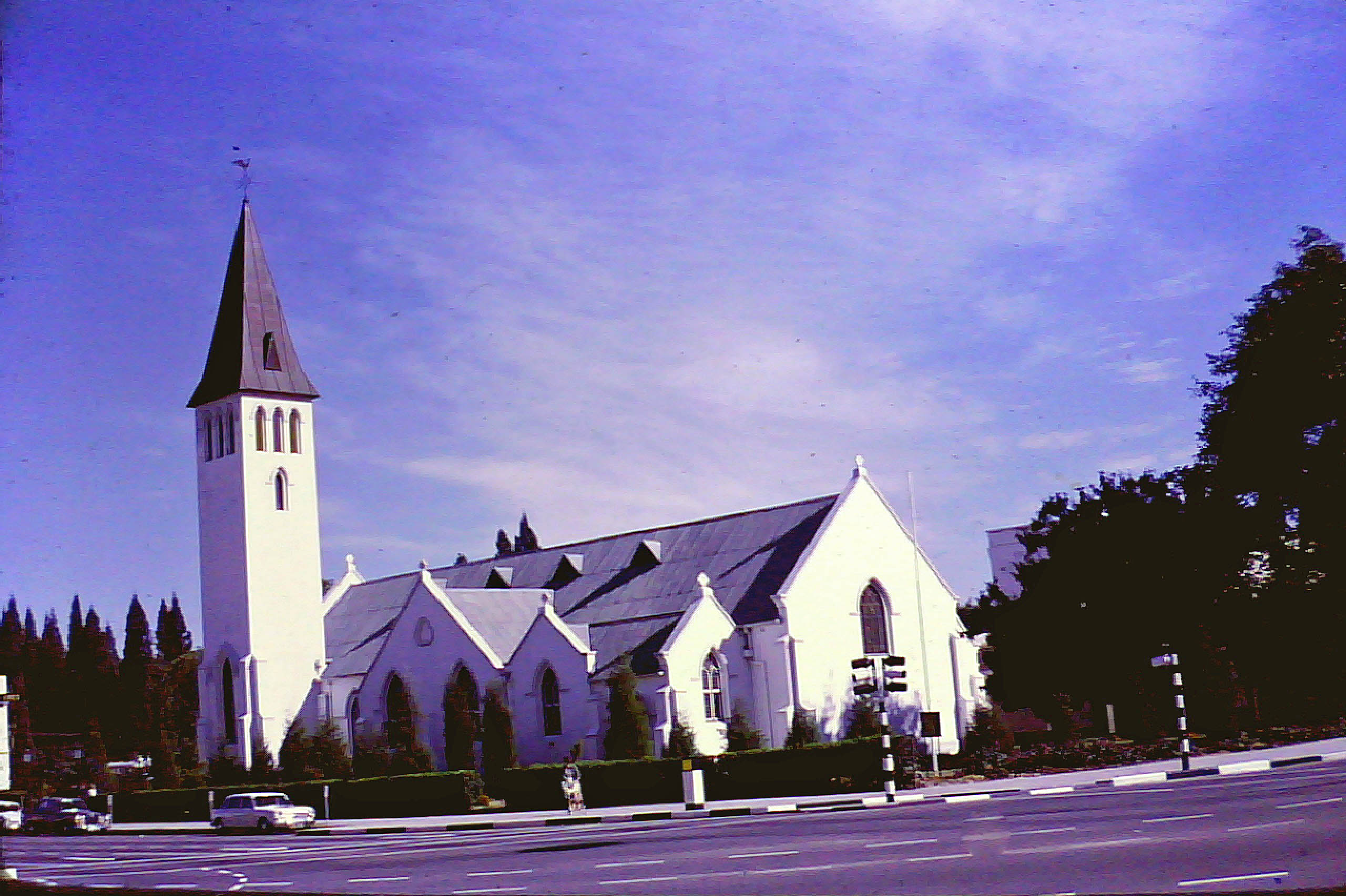
Église presbytérienne centrale de Salisbury en 1975

L’aménagement d'Harare, comme celui des principales villes du Zimbabwe, correspond à celui existant en Afrique du Sud avec un premier bloc comprenant un centre-ville, un bloc de quartiers résidentiels, des corridors et des blocs de quartiers plus éloignés.
Marquée par un fort étalement urbain, qui a atteint les localités d’Epworth (au sud-est) et de Chitungwiza (au sud), la ville d'Harare est essentiellement composée de quartiers résidentiels, aisés et peu denses au nord alors qu'ils sont plus peuplés et populaires au sud de la gare ferroviaire et du centre-ville (on y trouve les townships dont celui de Mbare). 
Dans les banlieues aisées d'Harare (au nord), qui ont pour la plupart gardé leurs toponymes coloniaux ou rhodésiens (Avondale, Belgravia, Mount Pleasant, Borrowdale, Greendale, Marlborough, Tynwald …), se situent de nombreux terrains de golf, les écoles, collèges et lycées les plus prestigieux du pays ainsi que de les ambassades, de nombreux restaurants, des grands centres commerciaux (Sam Levy’s village, Avondale Shopping Centre), des supermarchés bien pourvus (Bon Marché, Pick n Pay ...) et des résidences fermées pour personnes âgées.
Le relatif petit centre-ville, aux rues tirées au cordeau autour des Harare Gardens, délimité par Rotten Row à l'ouest, Josiah Tongogara Avenue au nord, Simon Muzenda street à l'est et Kenneth Kaunda avenue et Charter Road au sud, est constitué principalement d'immeubles construits entre les années 1950 et les années 1970. Il est également parsemés de petits immeubles du début du XXe siècle, en particulier sur Robert Mugabe road, et de quelques immeubles de grande hauteur plus récents comme celui de la « New Reserve Bank of Zimbabwe » (1997) ou le centre commercial de Joina City (2010). On y trouve les banques, les grands hôtels, les services administratifs, quelques parcs et des centres commerciaux (Eastgate Centre). Assez compact, il se visite facilement à pied. La criminalité et le risque d'agressions y restent plus faibles que dans les grandes villes similaires d'Afrique du Sud. 
Enfin, dans la zone industrielle, sur Gleneagles Rd au sud-ouest de la ville, se trouve Le Tobacco Sales Floor (TSF), un hangar où sont vendus aux enchères les ballots de tabac séché, l'une des premières ressources économiques du Zimbabwe.

### Architecture

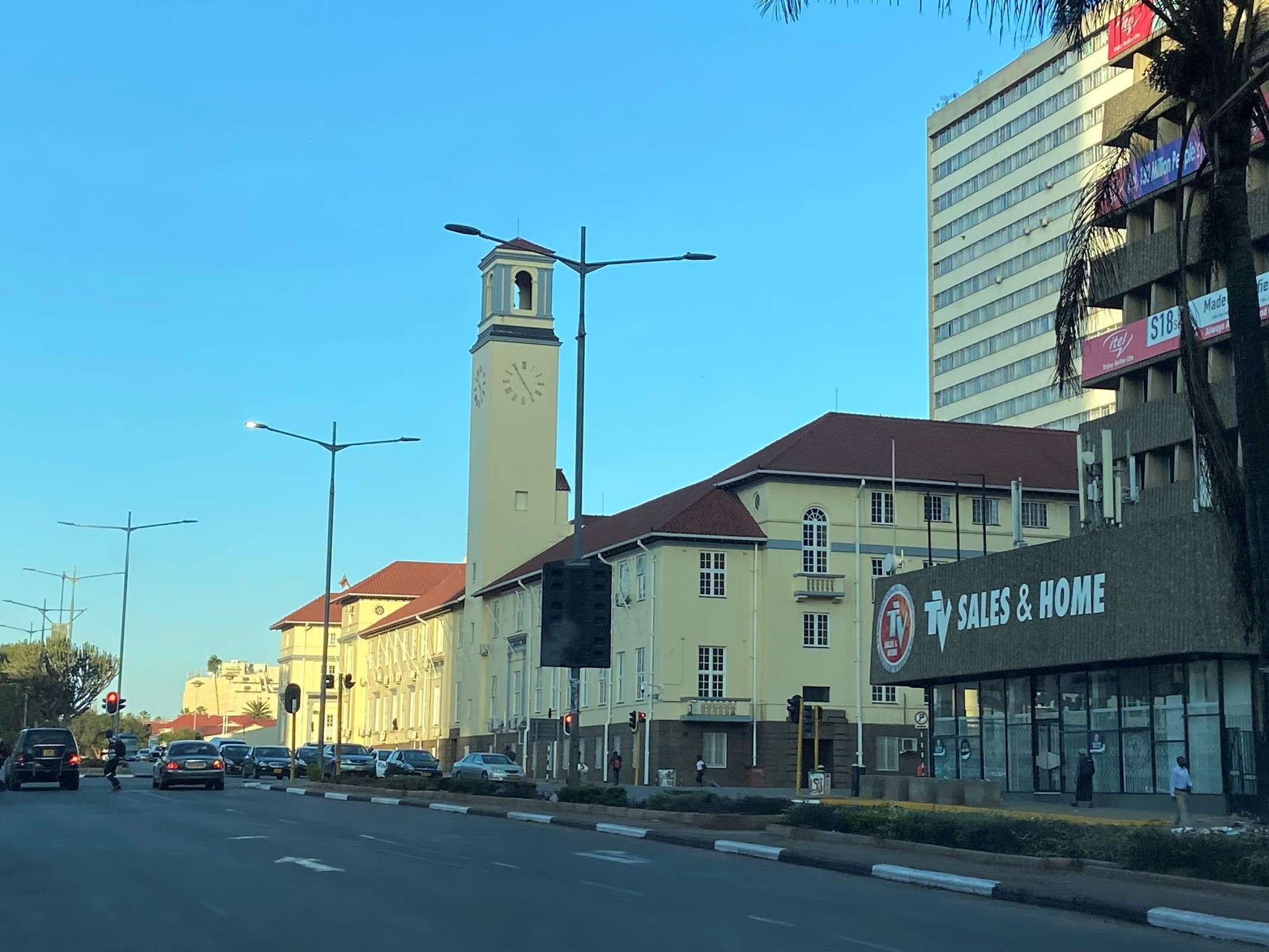
Munhumutapa Building (1957) sur Samora Machel Avenue en 2023.

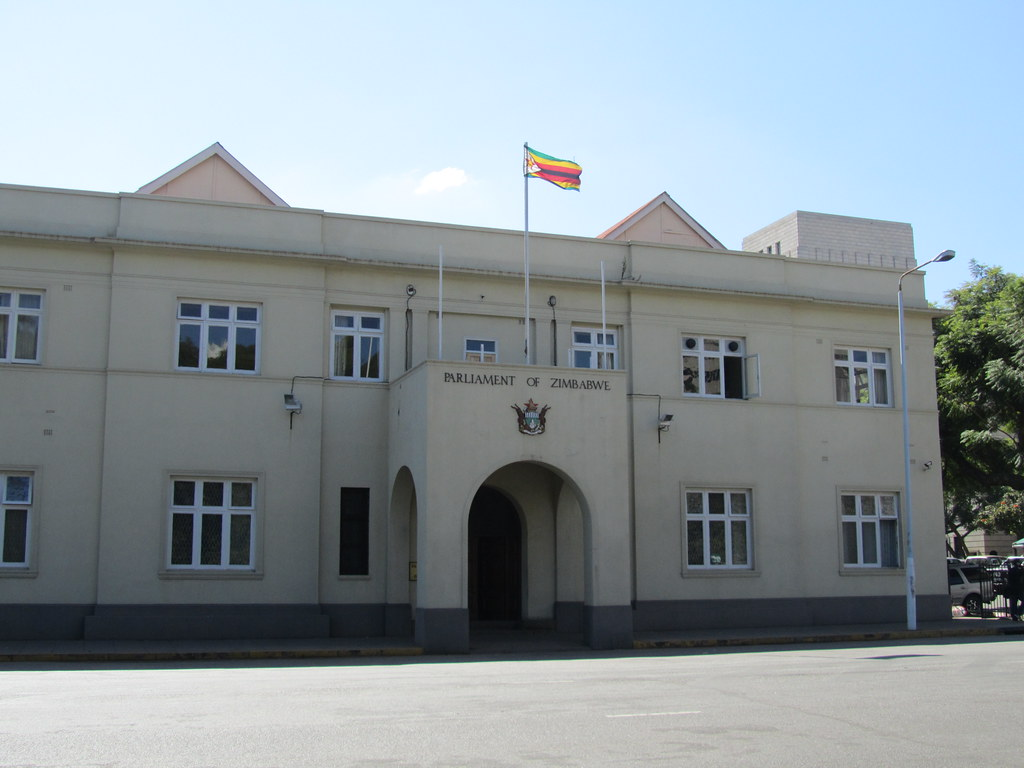
Parliament House, ancien siège du parlement de Rhodésie et du Zimbabwe sur Nelson Mandela Avenue.

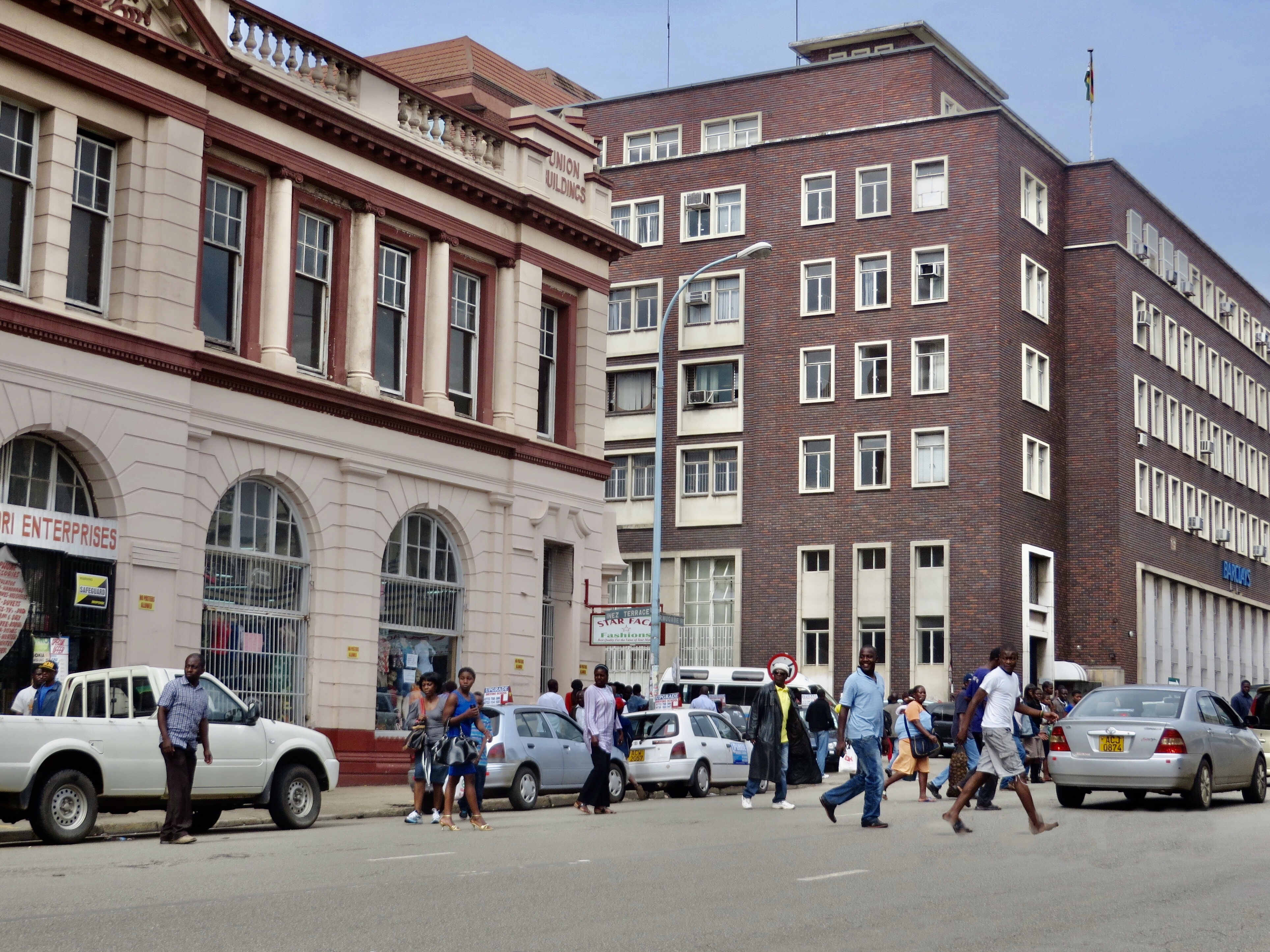
Union buildings (à gauche) dans le centre d'Harare

Les réalisations de William d'Arcy Cathcart (1885-1970) et James Alfred Cope Christie (1870-1953) ont marqué l'architecture victorienne et néo-classique de Salisbury des années 1910 aux années 1940.
En centre-ville, une grande partie des bâtiments coloniaux subsistants, de style victorien ou edwardien, sont situés sur Robert Mugabe road (ex-Manica road), en grande partie entre Julius Nyerere Way et Sam Nujoma road. 
 
Sur cette rue se trouvent le grand magasin Meikles (1892), India House (1903 ex-Herald house), l'Arnold Building (1910), le Strachaus Building (1910), les Union Buildings (1910), le Store Brothers Building (1911), le WH Adams Building (1911), l'Old Yorkshire House (1911), le Standard Bank Building (1911), le Fereday and Sons building (1923), le Vasan’s Footwear building (1902), le Patels Building (1912) ou encore le Koefmans building (1938) de style art déco.
Les autres édifices notables du centre-ville d'Harare sont : 
- the Ranche (1899)  sur Rotten Row
- Cecil House (1901) sur central avenue,
- le Pearl House (1959), le Munhumutapa building (1938, 1948 et 1957 - ex-Milton building), siège du Gouvernement, le  Mashonganyika Building (1899 - ex-Standard Bank building), siège de la cour constitutionnelle, et la Charter House (1958), ancien siège de la BSAC, sur Samora Machel Avenue,
- The Residency (1895) sur Baines Avenue,
- Market Hall (1893) sur Mbuya Nehanda Street (ancienne Victoria Street),
- ‘Lo Kia’ House (1902) et Berea House (1903) sur Fife avenue,
- le dépôt mortuaire Mère Patrick (1895) accessible sur fifth Street,
- Lonrho Building (1910), N.E.M. House (1930) et Edward Building (1936) sur Baker street
- Bradlow's Building (1938) sur Speke avenue
- Guild Hall (1920) à l'angle d'Harare Street et Jason Moyo avenue,
- Rivron building (1904) et l'hôtel de ville (1933) de style renaissance italienne sur Julius Nyerere Way,
- les bâtiments du parlement (1895, ex-Cecil Building) ainsi que la cathédrale anglicane Ste Mary et tous les Saints (1913 – 1964), conçue par Herbert Baker, sur Nelson Mandela Avenue,
- la Cathédrale catholique du Sacré Cœur (1925) à l'angle de la 4th Street et de Herbert Chitepo Avenue.

La ville présente aussi quelques édifices d'architecture néerlandaise du Cap comme l’hôtel Brontë (1911) construite pour le directeur de la London Rhodesia Mining Company par Sir Herbert Baker, sur Baines Avenue ou la State House (1910) sur Chancellor Avenue.
Les quartiers résidentiels du nord, dont les avenues et rues sont bordées de grands arbres, notamment des jacarandas, comprennent essentiellement des maisons individuelles, cottages et villas d'habitations d'époque rhodésienne, notamment de style néo-Tudor, cape dutch ou moderniste, agrémentés de grands jardins et de piscines ainsi que quelques lotissements plus récents.

### Jardins et espaces verts

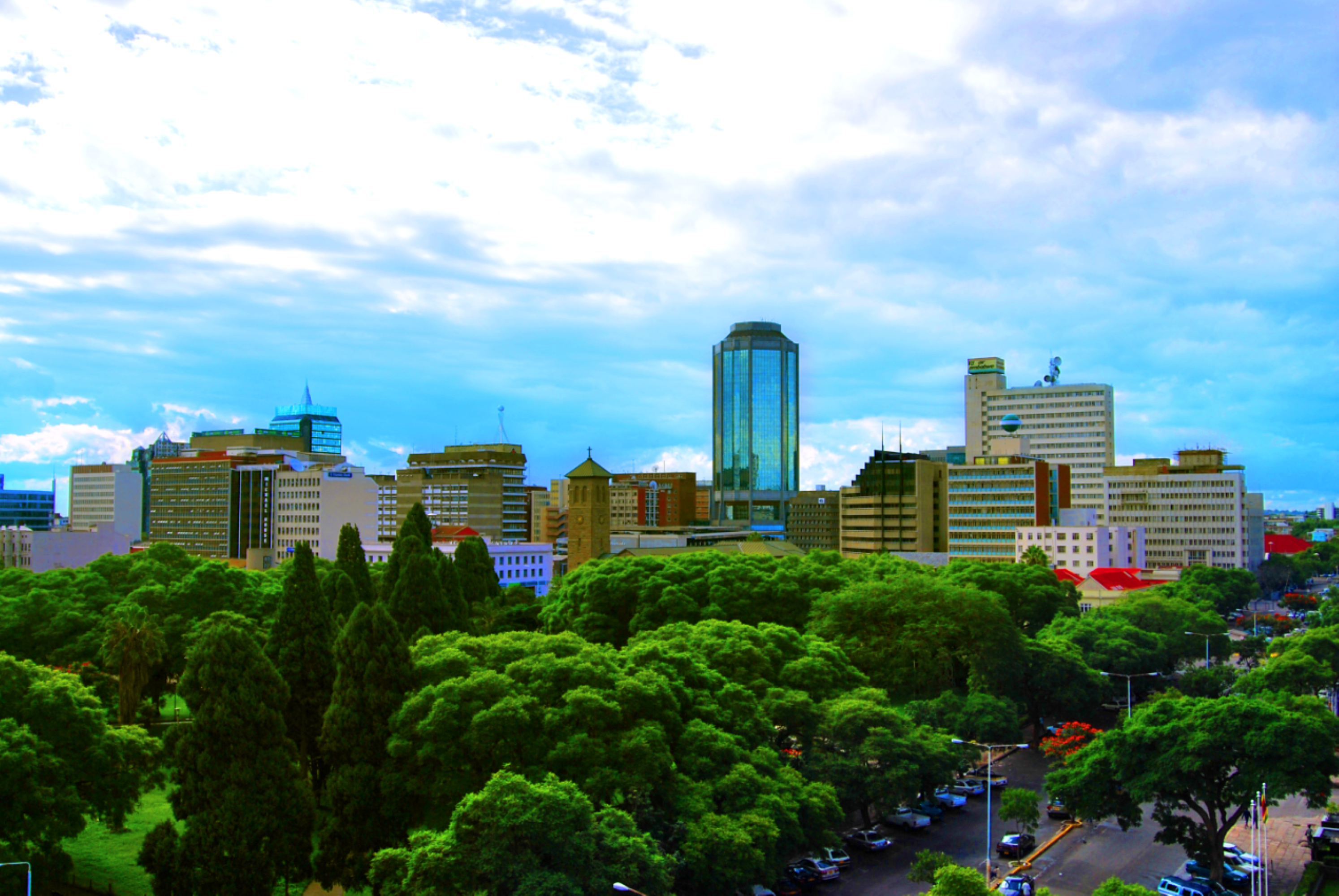
Vue sur Cecil square, l'église anglicane Ste Mary et sur la Tour de la Banque centrale du Zimbabwe

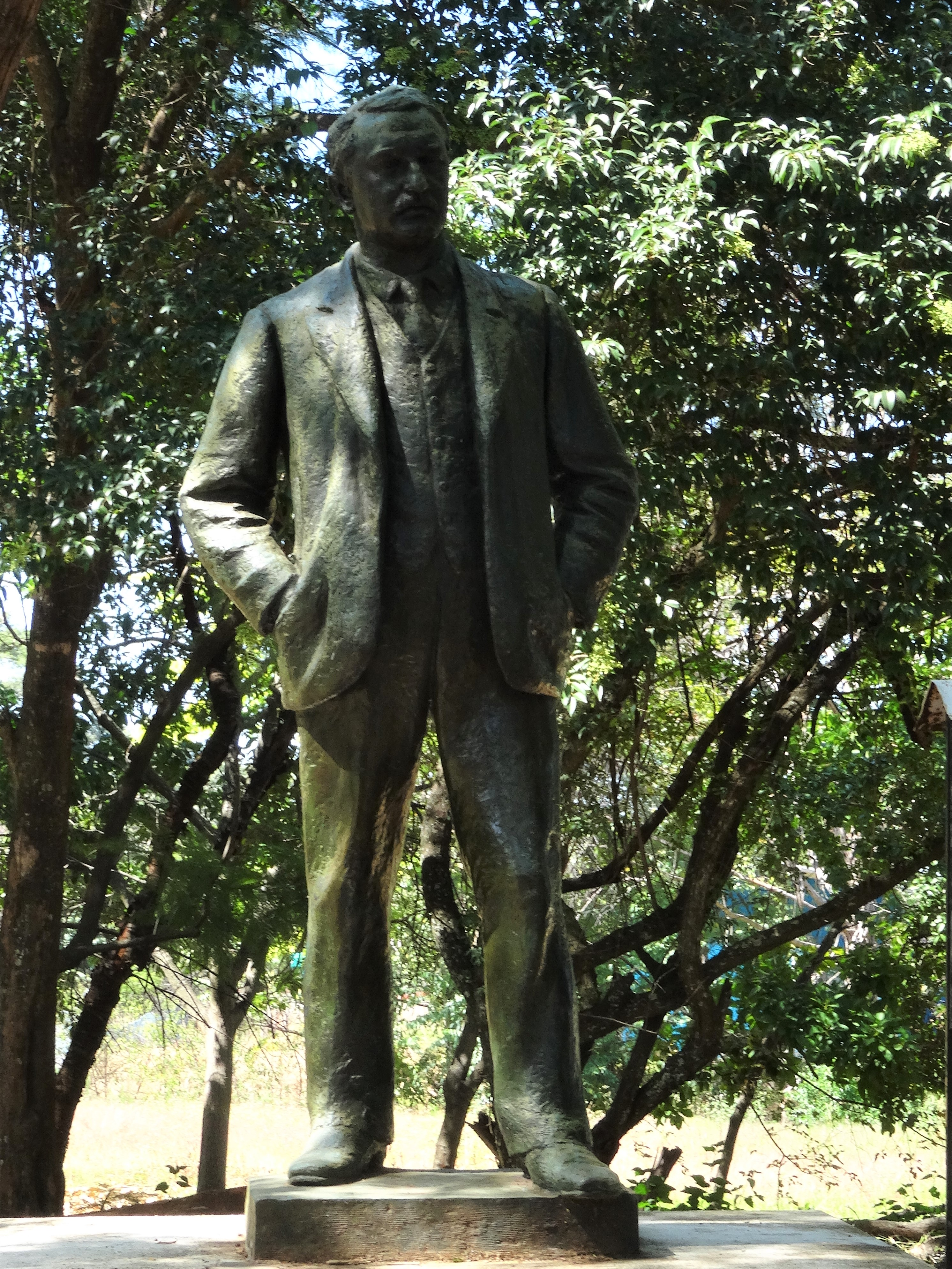
Statue de Cecil Rhodes, réalisée par John Tweed

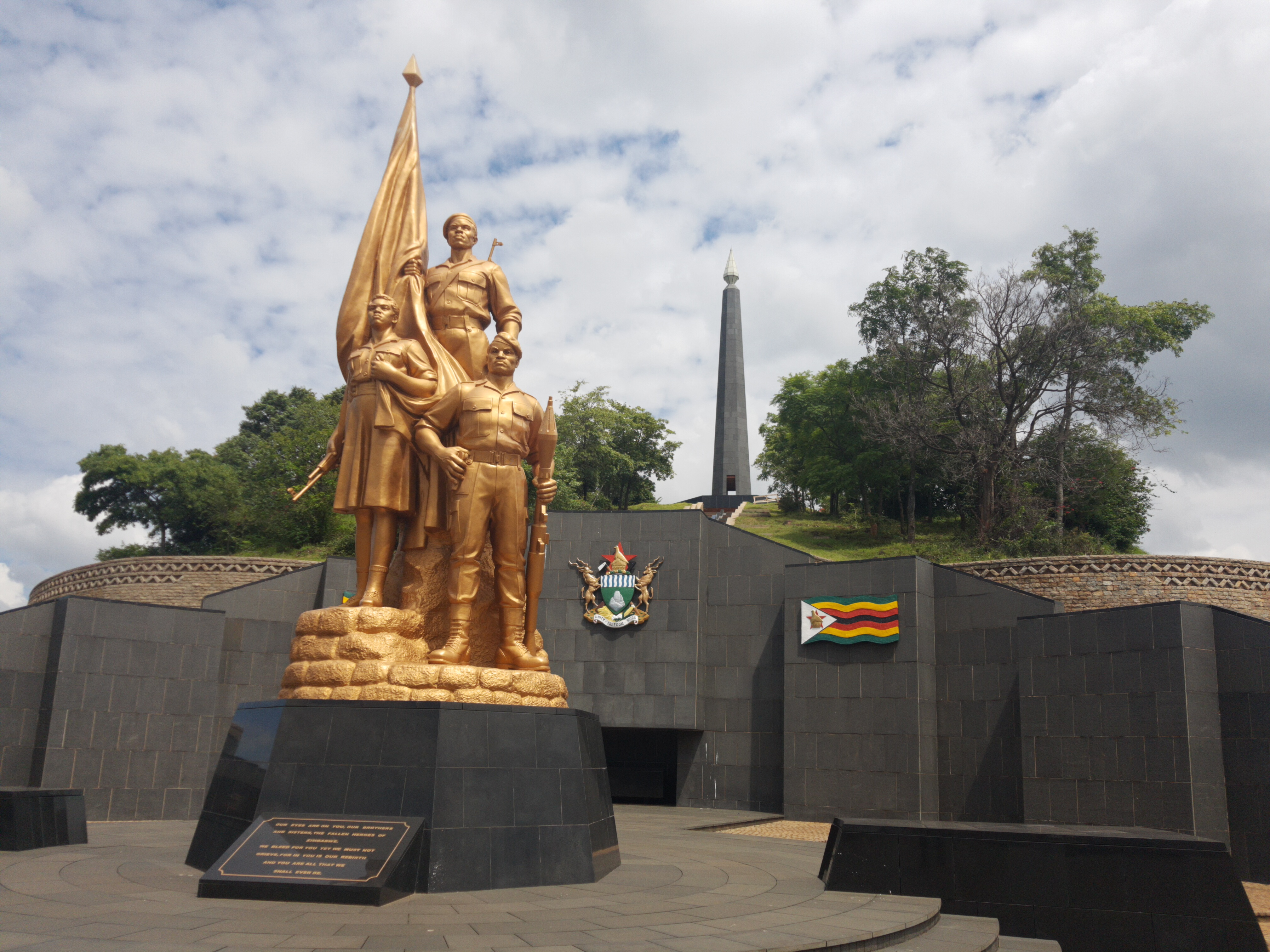
Statue du soldat inconnu au National Heroes Acre

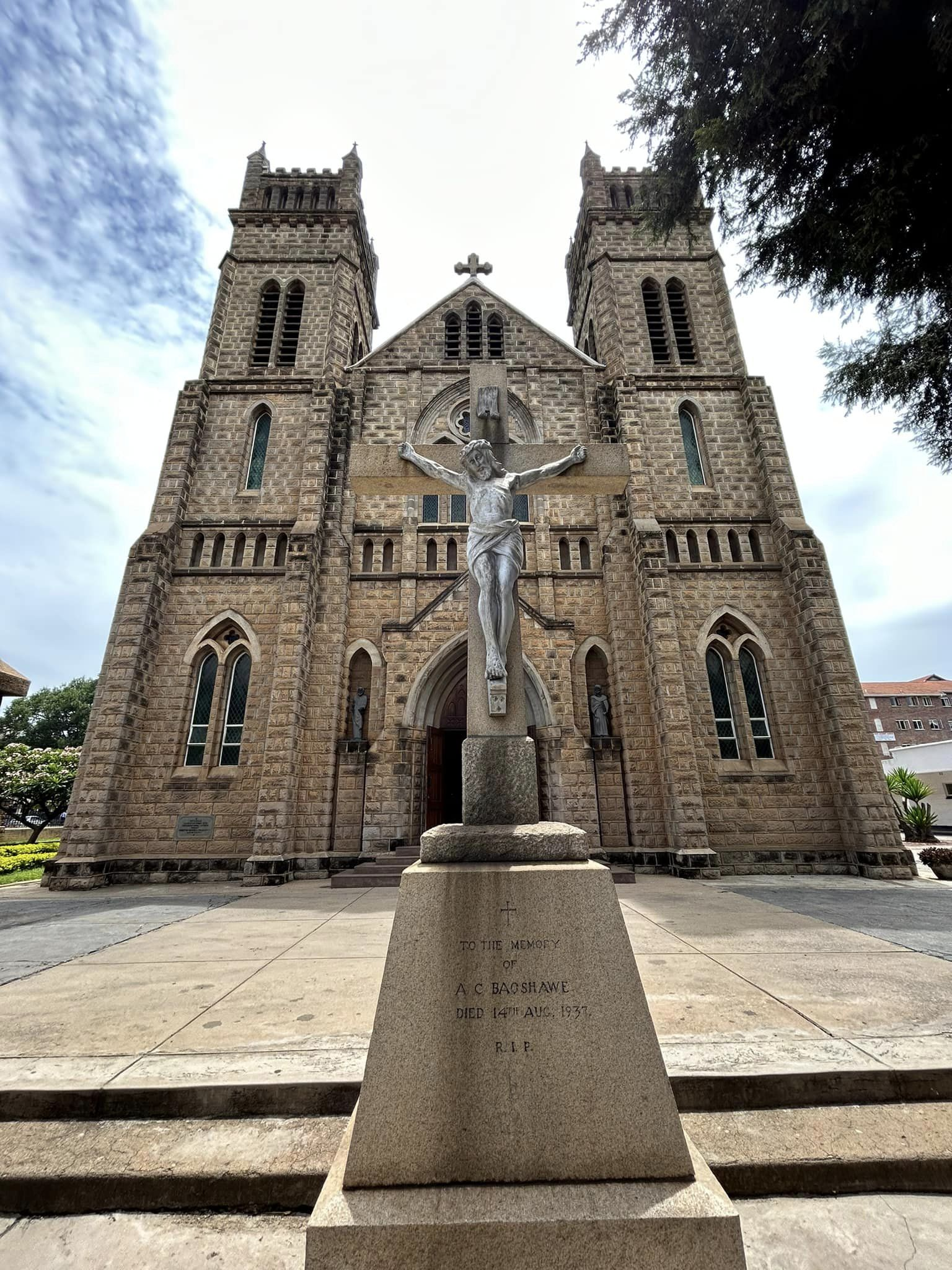
Cathédrale du sacré cœur

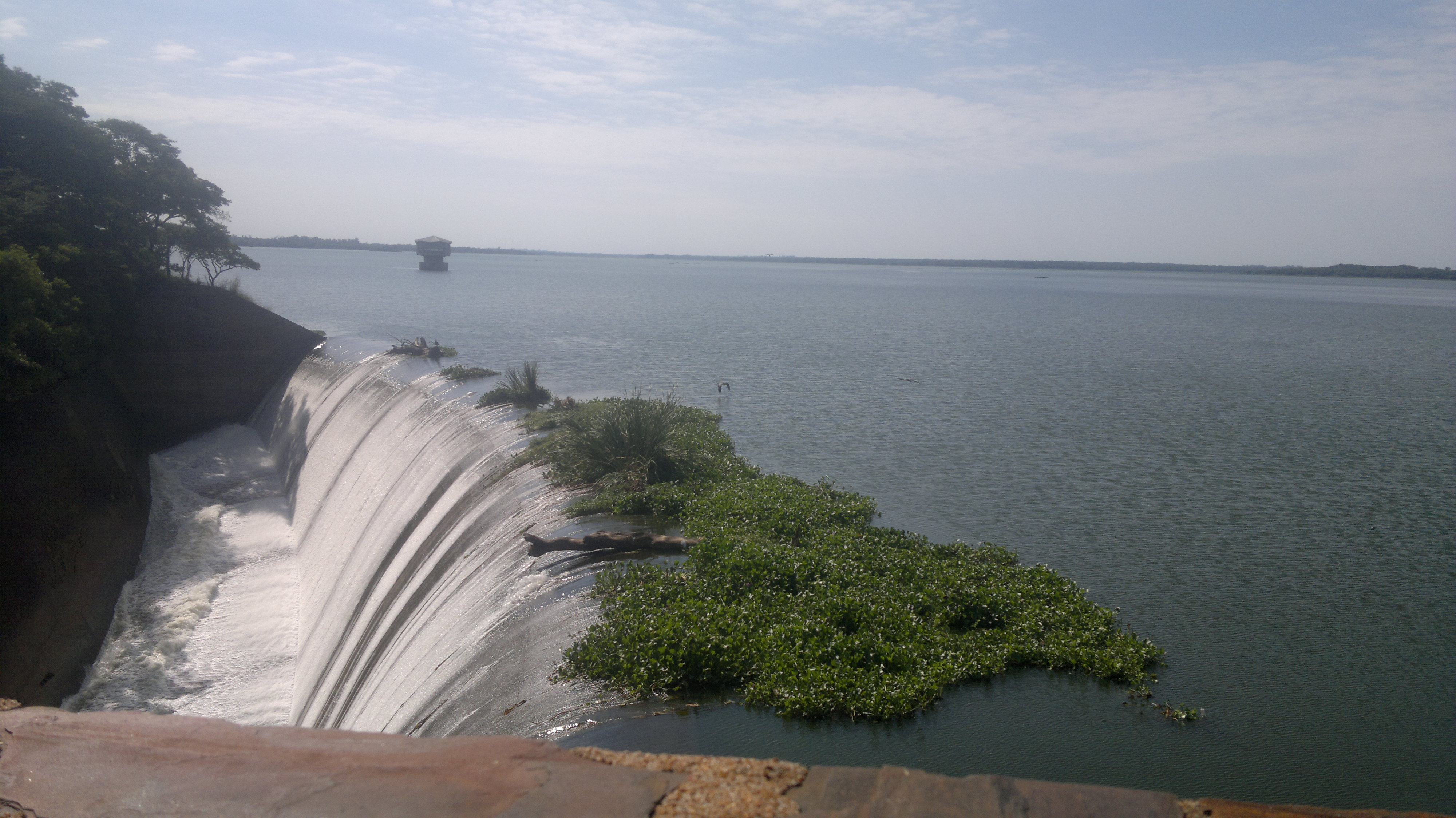
Lac Chivero

- African Unity Square (anciennement Cecil Square).
- Harare Gardens
- Harare Kopje (colline granitique située au sud du quartier central)
- Jardins botaniques de Harare, dans Alexandra Park
- la réserve boisée de Mukuvisi Woodlands, Hillside Road
- le village shona de Chapungu Kraal,
- les rochers en équilibre de Epworth (reproduits sur les billets de banque): chiremba road à l'est de la ville
- Bally Vaughn Animal Sanctuary (au nord-est d'Harare)
- Cleveland Dam Recreational Park
- Ewanrigg Botanical Gardens

### Musées
- National Gallery, présentant des sculptures shonas
- Musée de la libération africaine
- Musée des sciences humaines (ancien Queen Victoria Museum)
- les Archives nationales du Zimbabwe

### Monuments
- National Heroes Acre : Situé au sud-ouest de Harare, c'est un sanctuaire national commémorant les guérilleros tués pendant la guerre du bush en Rhodésie ainsi que les Zimbabwéens contemporains exemplaires
- Statues rhodésiennes de Cecil Rhodes, Alfred Beit et Physical Energy (aux archives nationales du Zimbabwe)
- Statue de Mbuya Nehanda (2021) à l'intersection de l'avenue Samora Machel et de Julias Nyerere way.

### Stades et équipement sportifs
- Stade Rufaro
- Royal Harare Golf club : parcours de championnat de golf de 18 trous qui accueille également l'Open du Zimbabwe chaque année
- Terrain de cricket du Harare Sports Club

## Administration
Harare s'intègre au sein d'une province métropolitaine (Harare), qui comprend également les localités de Chitungwiza et Epworth.

### Liste de maires
- William Fairbridge, maire de 1897 à 1899 (premier maire de Salisbury)
- Bernard Ponter, maire de 1964 à 1965 (premier maire du front rhodésien)
- Douglas Tanner, maire (front rhodésien) de 1975 à 1976
- Roy Wright, maire de 1976 à 1977
- Ronald Cowan, maire de 1977 à 1978
- Arthur Wilkins, maire de 1978 à 1979
- Jack Whiting, maire de 1979 à 1981 (dernier maire blanc de Salisbury)
- Tizirai Gwata, maire de 1981 à 1984 (premier maire noir, premier maire de la ZANU-PF et premier maire d'Harare)
- Solomon Tawengwa, maire (ZANU-PF) de 1995 à 1999
- Poste vacant (ville gérée directement par une commission du gouvernement) de 1999 à 2002
- Elias Mudzruri, maire (MDC) de 2002 à 2003
- Sekesai Makwavarara, maire (MDC puis ZANU-PF) par interim de 2003 à 2008
- Emmanuel Chiroto (MDC-T) maire en juin 2008
- Muchadeyi Masunda (indépendant), maire de 2008 à 2013
- Bernard Manyenyeni (MDC-T), maire de 2013 à 2018
- Herbert Gomba (Alliance MDC), maire de 2018 à 2020
- Jacob Mafume (Alliance MDC puis CCC), maire depuis septembre 2020

## Environnement et accès à l'eau
Le lac artificiel Chivero (1952), situé à l'ouest de la ville, est la principale source d’eau potable d'Harare. 

## Enseignement supérieur
L’Université du Zimbabwe a été fondée en 1952.

## Lieux de culte

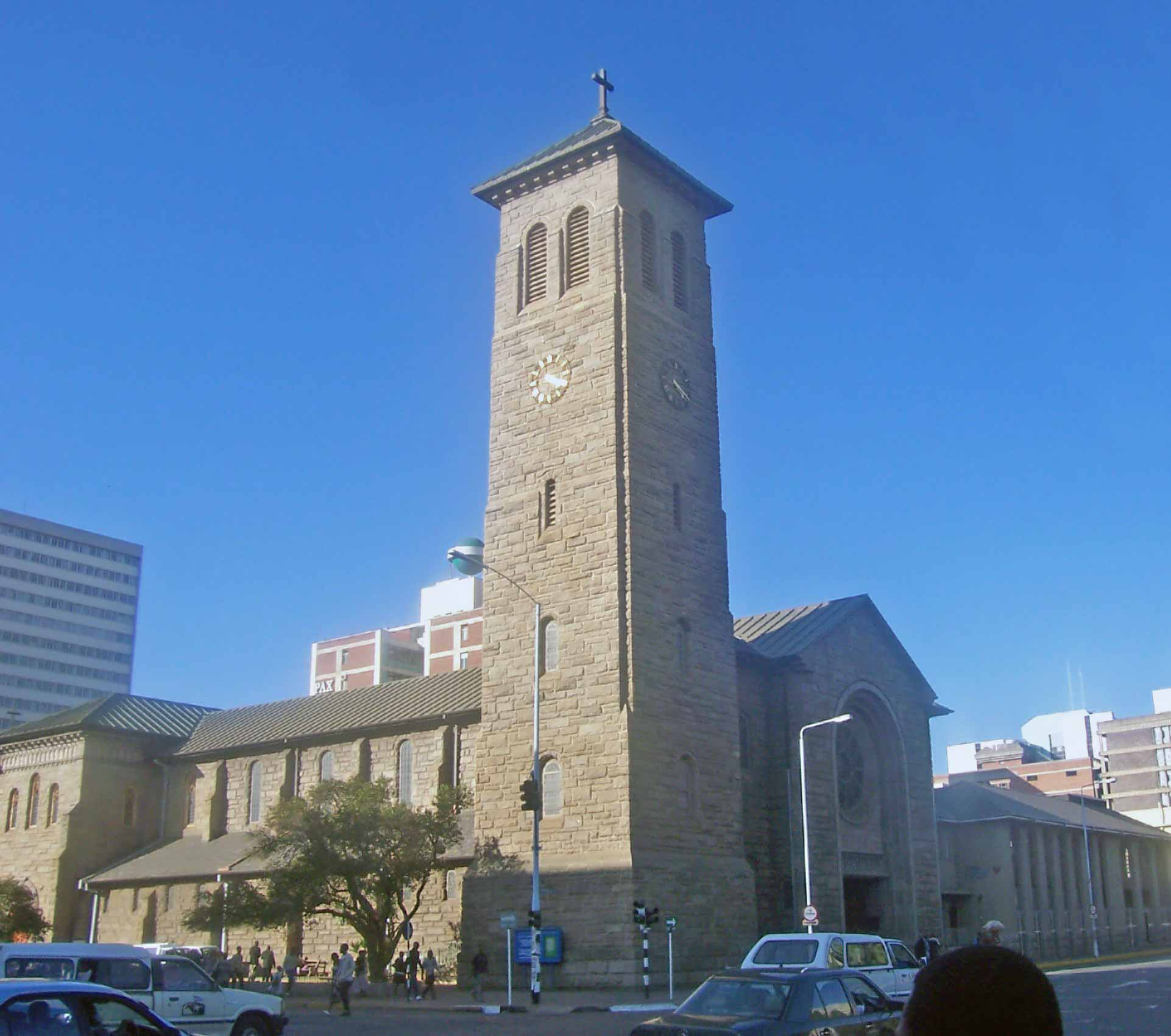
Église anglicane à Harare.

Parmi les lieux de culte, il y a principalement des églises et des temples chrétiens : Assemblées de Dieu, Baptist Convention of Zimbabwe (Alliance baptiste mondiale), Reformed Church in Zimbabwe, Church of the Province of Central Africa (Communion anglicane), Archidiocèse de Harare (Église catholique).

## Routes et transports

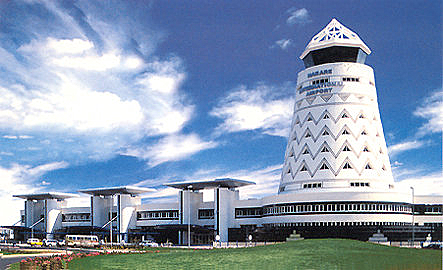
Aéroport international d'Harare.

La ville est traversée par la route Transafricaine 9 (TAH9), qui la relie à Lobito, en Angola, et à Beira, au Mozambique.
Harare est une gare ferroviaire importante au Zimbabwe, car elle est desservie par le Chemin de fer Beira-Bulawayo, ce qui lui permet de se connecter aux villes de Gweru et Bulawayo (ouest) et de Rusape et Mutare (sud). La branche ferroviaire de Chinhoyi relie la ville de Harare à la ville de Chinhoyi.
La ville est desservie par l'aéroport international d'Harare.

### Transports urbains
Le système de transport public de bus est déficient et a largement été remplacé par des transports privés (en kombis et minibus) permettant des liaisons de banlieue à banlieue, notamment pour les personnes employées au centre -ville ou dans les banlieues huppées du nord. Il existe aussi des services de taxi.

### Odonymie
Depuis 1990 et au cours des années 2000 et 2010, de nombreuses rues du centre-ville ont été rebaptisées, effaçant une grande partie de la toponymie rhodésienne. 
La dernière vague de dénomination, annoncée en 2019 par le gouvernement, n'a cependant toujours pas été concrétisée en 2023 par la municipalité tenue par le MDC-T/CCC (opposée à ces renommages) et les anciens noms (Rhodes drive, Chaplin, Livingstone, Dieppe, etc.) sont toujours en vigueur.
| Noms d'origine                               | Noms actuels            | Nouveaux noms attribués (non encore appliqués en 2023) |
| -------------------------------------------- | ----------------------- | ------------------------------------------------------ |
| Allan Wilson Road                            |                         | Mgagao Camp Road                                       |
| Angwa street                                 |                         | Sir Seretse Khama Street                               |
| Argyle Road                                  |                         | Sydney Malunga Road                                    |
| Baker Avenue                                 | Nelson Mandela Avenue   |                                                        |
| Baines Avenue                                |                         | Herbert Ushewokunze Avenue                             |
| Beatrice road Watt road Stuart Chandler road | Simon Marorodze road    |                                                        |
| Blakinston Street                            |                         | Joseph Culverwell Street                               |
| Cameron Street                               |                         | Joseph Msika Street                                    |
| Central Avenue                               |                         | Ahmed Ben Bella Avenue                                 |
| Charter Road                                 |                         | Fidel Castro Road                                      |
| Dieppe Road                                  |                         | Vitalis Zvinavashe Road                                |
| Drummond Chaplin Street                      |                         | Sipolilo Battle Street                                 |
| Enterprise Road                              |                         | Emmerson Mnangagwa Road                                |
| Five Avenue                                  |                         | Leonid Brezhnev avenue                                 |
| Forbes Road                                  | Robson Manyika Road     |                                                        |
| Fouth street                                 | Simon Muzenda street    |                                                        |
| Frank Johnson Avenue                         |                         | Zororo Duri avenue                                     |
| Gaul Avenue                                  | Bishop Gaul Avenue      |                                                        |
| Golden Stairs Road                           |                         | Solomon Mutswairo Road                                 |
| Gordon Avenue                                | George Silundika Avenue |                                                        |
| Grant Street                                 |                         | Altena Farm Battle Street                              |
| Harari Road South                            | Mbare Road              |                                                        |
| Hatfield Road Prince Edward Dan Road         | Seke Road               |                                                        |
| Sir James MacDonald Avenue                   | Rekayi Tangwena Avenue  |                                                        |
| Jameson Avenue                               | Samora Machel Avenue    |                                                        |
| Kings Crescent way Mackenzie way Main way    | Julius Nyerere Way      |                                                        |
| Kirkman Drive                                |                         | Solomon Mujuru Drive                                   |
| Livingstone Avenue                           |                         | Oliver Tambo Avenue                                    |
| Lorraine Drive                               |                         | Mama Mafuyama Drive                                    |
| Macguire Avenue                              |                         | Lizart Sibanda Avenue                                  |
| Mackenzie/Mainway/Mcneilage Road             | Masotcha Ndlovu Way     |                                                        |
| Manica road Umtali road                      | Robert Mugabe Road      |                                                        |
| Milton Avenue                                |                         | Leopold Takawira Avenue                                |
| Moffat Street                                | Leopold Takawira Street |                                                        |
| Montagu Avenue                               | Josiah Chinamano Avenue |                                                        |
| North Avenue                                 | Josiah Tongogara Avenue |                                                        |
| Orr Street                                   |                         | Kavalamanja Battle Street                              |
| Park Lane                                    |                         | Jomo Kenyatta Lane                                     |
| Pennefather avenue                           |                         | Amoth Chingombe Avenue                                 |
| Pioneer Street                               | Kaguvi Street           |                                                        |
| Queensway North/South                        | Joshua Nkomo/Airport Rd |                                                        |
| Quendon Drive                                |                         | Eddison Zvogbo Drive                                   |
| Railway avenue                               | Kenneth Kaunda Avenue   |                                                        |
| Rezende Street                               |                         | Julia Zvogbo Street                                    |
| Rhodes Avenue                                | Herbert Chitepo Avenue  |                                                        |
| Rhodes Drive                                 |                         | Willie Musarurwa Drive                                 |
| Rotten Row                                   |                         | Abdel Gamal Nasser Road                                |
| Rudd Street                                  |                         | Kantibhai Patel Street                                 |
| Salisbury Drive                              | Harare Drive            |                                                        |
| Salisbury Way                                | Harare Way              |                                                        |
| Second street                                | Sam Nujoma Street       |                                                        |
| Selous Avenue                                |                         | John Landa Avenue                                      |
| Seven Street Chancellor Road Borrowdale Road |                         | Liberation Legacy Way                                  |
| Sinoia Street                                | Chinhoyi Street         |                                                        |
| South Avenue                                 |                         | Guy Clutton-Brock Avenue                               |
| Speke Avenue                                 |                         | Agostinho Neto Avenue                                  |
| Stanley Avenue                               | Jason Moyo Avenue       |                                                        |
| Third street                                 |                         | Patrice Lumumba Street                                 |
| Union street                                 |                         | Kwame Nkrumah Street                                   |
| Upper East Road                              |                         | Charles Dauramanzi Road                                |
| Victoria Street                              | Mbuya Nehanda Street    |                                                        |
| West Road                                    |                         | Sunny Takawira Road                                    |
| Widdecombe Road                              | Chiremba Road           |                                                        |
| Wheelby street                               |                         | Ackim Ndlovu Street                                    |
| Wynne street                                 |                         | Zidube Ranch Battle Street                             |

## Personnalités
Classement par ordre alphabétique des patronymes.
- Natsai Audrey Chieza, designeuse, née à Harare.
- Kudzanai Chiurai, artiste plasticien né à Harare.
- Kirsty Coventry, nageuse championne olympique, née à Harare.
- Sébastien Demorand, critique gastronomique français y est né.
- Michael Dempsey, ex-bassiste du groupe mythique The Cure de 1978 à 1979.
- Calvin Dondo, photographe né à Harare.
- Thom Evans, joueur de rugby en équipe nationale écossaise, né à Harare.
- Petina Gappah (1971), romancière, y a vécu.
- James Gita Hakim (1954-2021), chercheur zimbabwéen, y est mort.
- Paula Hawkins, auteure, y est née
- Godfrey Huggins (1883-1971), premier ministre de Rhodésie du Sud (1933-1953) puis de la Fédération de Rhodésie et du Nyassaland (1953-1956), décédé à Harare.
- Daisy Kaitano (née en 1993), footballeuse internationale, est née à Harare.
- Doris Lessing (1919-2013), écrivaine britannique, prix Nobel de littérature 2007, a vécu à Salisbury (l'ancien nom d'Harare) de 1937 à 1949 et y a mûri sa vocation d'écrivaine.
- David Mankaba, (1959 - 1991), musicien décédé à Harare.
- Ismail ibn Musa Menk (1975-), mufti et théologien musulman, né à Salisbury.
- Valerie Mizrahi 1958), biologiste moléculaire née à Harare.
- Felix Tangawarima, né le 23 mars 1958 à Harare, est un ancien arbitre de football zimbabwéen et est actuellement responsable des arbitres de son pays. Il fut arbitre international de 1988 à 2003.
- Oliver Mtukudzi 1952-2019, Artiste musicien née a Harare.
- Madeline Nyamwanza-Makonese, première femme médecin de nationalité zimbabwéenne (diplômée en 1970) ;
- Kristina Rungano 1963, poète, y est née.
- Irene Sabatini 1967, auteure helvético-zimbabwéenne née à Harare.
- Harlington Shereni, joueur de football qui a terminé sa carrière au Racing Club de Strasbourg. Il est né à Harare.
- Tino Kadewere, footballeur zimbabwéen.
- Tkay Maidza, la chanteuse/rappeuse zimbabwéenne installée en Australie puis aux États-Unis, y est née.
- Tapiwa Tsomondo, joueur zimbabwéen de rugby à XV, y est née.

## Jumelage
| Ville | Ville      | Pays | Pays        | Période               |
| ----- | ---------- | ---- | ----------- | --------------------- |
|       | Buxton     |      | Royaume-Uni |                       |
|       | Cincinnati |      | États-Unis  | depuis le 4 août 1990 |
|       | Kazan      |      | Russie      |                       |
|       | Lago       |      | Italie      |                       |
|       | Minsk      |      | Biélorussie | depuis 2023           |
|       | Munich     |      | Allemagne   | depuis avril 1996     |
|       | Nottingham |      | Royaume-Uni | depuis 1981           |
|       | Prato      |      | Italie      |                       |
|       | Windhoek   |      | Namibie     |                       |